# Body (песня Megan Thee Stallion)
«Body» — песня американской рэперши Megan Thee Stallion. Третий сингл с дебютного альбома Меган Good News. Выпущена 20 ноября 2020 года, одновременно с выходом самого альбома.

## История
Меган рассказала, что идея песни пришла к ней, когда она сидела дома на карантине из-за пандемии коронавируса. Разглядывая своё тело в зеркале, она обратила внимание, что стала набирать вес, при этом по-прежнему оставаясь привлекательной. Было решено написать об этом песню. Песня содержит вульгарный текст и постоянные повторения вида «body-ody-ody-ody». Вышла 20 ноября 2020 года, в один день с альбомом Good News. Одновременно был выпущен и музыкальный клип. Живая премьера песни состоялась 22 ноября на American Music Awards 2020.
Вышедшая ранее песня Меган «Savage» обрела большую популярность, в том числе и из-за того, что стала вирусной в TikTok. Было решено таким же образом продвигать и песню «Body». Если танец для «Savage» придумала пользовательница TikTok Кира Уилсон, то для «Body» танец поставила сама Меган, при участии хореографа Жакеля Найта, запустив затем на платформе #BodyChallenge.
В чарте Billboard Hot 100 песня достигла 12-й позиции. Музыкальные обозреватели также хорошо приняли песню.
29 января 2021 года вышел ремикс песни от британского диджея Джоэла Корри.

## Видеоклип
Музыкальное видео снял режиссёр Колин Тилли. В видеоклипе Меган танцует в футуристических локациях. В съёмках клипа приняли участие различные знаменитости: актриса Тараджи Хенсон, модели Джордин Вудс, Блэк Чайна, Табрия Мейджорс и Бернис Бургос, рэперши Maliibu Miitch и Asian Doll, а также подруга Меган и её стилист Дарен Кайл. Различные модные издания похвалили наряды, используемые в клипе.

## Чарты
| Чарт (2020—2021)                      | Высшая позиция |
| ------------------------------------- | -------------- |
| Австралия (ARIA)                      | 57             |
| Канада (Billboard Canadian Hot 100)   | 43             |
| Мир (Billboard Global 200)            | 27             |
| Греция (IFPI)                         | 41             |
| Ирландия (IRMA)                       | 37             |
| Новая Зеландия (RMNZ)                 | 5              |
| Парагвай (SGP)                        | 84             |
| Великобритания (OCC UK Singles)       | 44             |
| Великобритания (OCC UK Hip Hop/R&B)   | 22             |
| США (Billboard Hot 100)               | 12             |
| США (Billboard Hot R&B/Hip-Hop Songs) | 4              |
| США (Billboard Pop Airplay)           | 20             |
| США (Billboard Rhythmic)              | 1              |

## Сертификации
| Регион                                                                      | Сертификация | Продажи   |
| --------------------------------------------------------------------------- | ------------ | --------- |
| США (RIAA)                                                                  | Платиновый   | 1 000 000 |
| Данные о продажах + прослушиваниях приведены только на основе сертификации. |              |           |